# Eino Leino

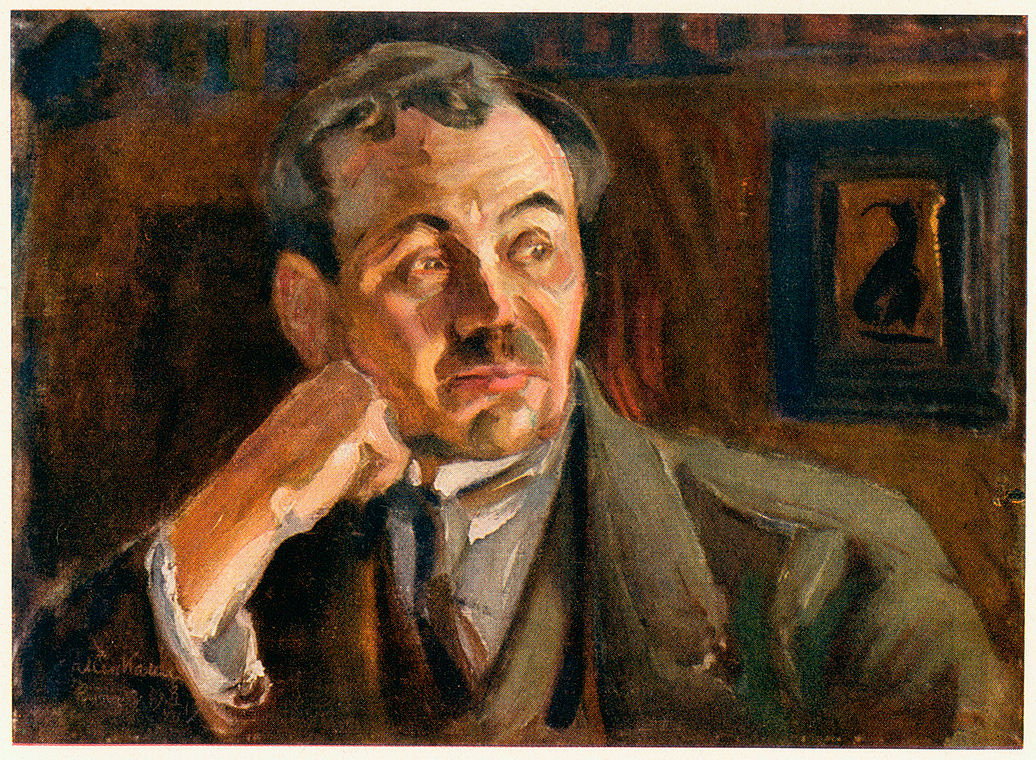
Porträtt målat av Axel Gallen-Kallela

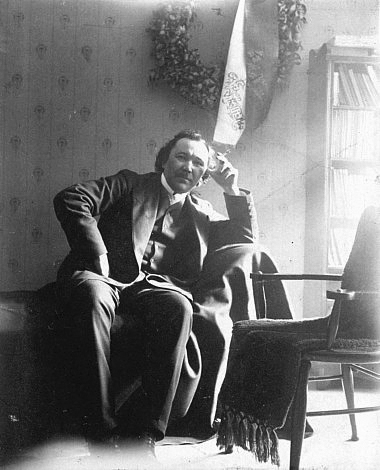
Eino Leino 1912.

Eino Leino, egentligen Armas Einar Leopold Lönnbohm (faderns släktnamn var dock ursprungligen Mustonen), född 6 juli 1878 i Paldamo, död 10 januari 1926 i Tusby, var en finländsk diktare. Han var bror till Kasimir Leino.

## Biografi
Eino Leino föddes i en familj med tio barn som sjunde och yngste son till lantmätaren Anders och Anna Emilia Lönnbohm. Han studerade 1895–99 latin vid Helsingfors universitet utan att fullfölja till en examen. I stället debuterade han som poet med två diktsamlingar 1896, då han var 18 år: Sånger i mars samt Berättelsen om den stora eken.
Förutom dikter skrev han romaner samt översatte litteratur från andra språk till finska.
Eino Leino skrev också en del andliga texter, bland annat texten till Säg minnes du psalmen vi sjöngo,  som tonsattes av Oskar Merikanto.
Som lyriker intog Eino Leino en rangplats. Med sin språk- och formkänsla skänkte han finskan en dittills ohörd smidighet och uttrycksfullhet. Särskilt betydelsefulla är de båda balladsamlingarna Helkasånger (1903 och 1916), som förenar kalevalameter och urfinska former med modern livskänsla.
Tillsammans med brodern Kasimir Leino utgav han den kortvariga tidskriften "Nykyaika" (Nutid) 1898–99. Han var kulturassistent på Päivälehti 1899–1904 och teaterkritiker och kåsör på Helsingin Sanomat 1904–14. Han var chefredaktör på den en gång i veckan utgivna kulturtidskriften Sunnuntai (Söndag) 1915–18.
Eino Leino var i sitt första äktenskap 1905–08 gift med Freya Schoultz (1880–1951) och andra gången 1913 med harpisten Aino Kajanus (1888–1951), dotter till Robert Kajanus. Han hade under en stor del av livet en nära vänskap med poeten Onerva Lehtinen (pseudonymen L. Onerva).
Han ligger begraven på Sandudds begravningsplats. 
Sedan år 1998 är Eino Leino-dagen den 6 juli en vedertagen flaggdag i Finland. Dagen kallas också Diktens och sommarens dag.

## Verk översatta till svenska
- Den unga kvinnan (översättning Bertel Gripenberg, 1911)
- Lyriskt urval (sammanst. och övers. av Elmer Diktonius, 1931)
- Helkasånger (svensk tolkning av Thomas Warburton, Bonnier, 1963)
- Inför allmaktens anlete: en mystisk trilogi: tankar tänkta, bekännelser gjorda, fjärrsyner sedda av ett tidens barn (Alla kasvon kaikkivallan) (översättning Nils-Börje Stormbom, Sahlgren, 1991)